# Premier League (2022/2023)
Sezon 2022/2023 Premier League – 31. edycja tych rozgrywek od czasu założenia w 1992 roku.
Sezon rozpocznie się 5 sierpnia 2022 roku, a zakończy 28 maja 2023 roku. W rywalizacji weźmie udział 20 zespołów, w tym obrońca tytułu – Manchester City oraz trzy zespoły, które awansowały z Championship w poprzednim sezonie: Fulham, Bournemouth i Nottingham Forest (zwycięzca baraży).

## Drużyny
| Uczestnicy poprzedniej edycji                                                                                 | Uczestnicy poprzedniej edycji | Uczestnicy poprzedniej edycji | Uczestnicy poprzedniej edycji |
| --- | ----------------------------- | ----------------------------- | ----------------------------- |
| MNC | Manchester City               | 1                             |                               |
| LFC | Liverpool                     | 2                             |                               |
| CHE | Chelsea                       | 3                             |                               |
| TOT | Tottenham Hotspur             | 4                             |                               |
| ARS | Arsenal                       | 5                             |                               |
| MNU | Manchester United             | 6                             |                               |
| WHU | West Ham United               | 7                             |                               |
| LEI | Leicester City                | 8                             |                               |
| B&H | Brighton & Hove Albion        | 9                             |                               |
| WOL | Wolverhampton Wanderers       | 10                            |                               |
| NEW | Newcastle United              | 11                            |                               |
| CRY | Crystal Palace                | 12                            |                               |
| BRE | Brentford                     | 13                            |                               |
| AST | Aston Villa                   | 14                            |                               |
| SOT | Southampton                   | 15                            |                               |
| EVE | Everton                       | 16                            |                               |
| LEE | Leeds United                  | 17                            |                               |
| Awans z EFL Championship 2021/22                                                                              |                               |                               |                               |
| FUL | Fulham                        | 1                             |                               |
| BOU | Bournemouth                   | 2                             |                               |
| po barażach                                                                                                   |                               |                               |                               |
| NTF | Nottingham Forest             | 4                             |                               |
| Oznaczenia: - kolumna pierwsza – skróty nazw drużyn, - kolumna trzecia – miejsce zajęte w poprzednim sezonie. |                               |                               |                               |

## Stadiony i lokalizacje
|  | Miasto              | Stadion                     | Klub                    | Pojemność | Zdjęcie |
|  | ------------------- | --------------------------- | ----------------------- | --------- | ------- |
|  | Manchester          | Old Trafford                | Manchester United       | 74 140    |         |
|  | Londyn              | Tottenham Hotspur Stadium   | Tottenham Hotspur       | 62 850    |         |
|  | Londyn              | Emirates Stadium            | Arsenal                 | 60 704    |         |
|  | Londyn              | Olympic Stadium             | West Ham United         | 60 000    |         |
|  | Manchester          | City of Manchester Stadium  | Manchester City         | 55 017    |         |
|  | Liverpool           | Anfield                     | Liverpool               | 53 394    |         |
|  | Newcastle upon Tyne | St James’ Park              | Newcastle United        | 52 305    |         |
|  | Birmingham          | Villa Park                  | Aston Villa             | 42 682    |         |
|  | Londyn              | Stamford Bridge             | Chelsea                 | 40 834    |         |
|  | Liverpool           | Goodison Park               | Everton                 | 39 414    |         |
|  | Leeds               | Elland Road                 | Leeds United            | 37 792    |         |
|  | Southampton         | St Mary’s Stadium           | Southampton             | 32 384    |         |
|  | Leicester           | King Power Stadium          | Leicester City          | 32 312    |         |
|  | Wolverhampton       | Molineux Stadium            | Wolverhampton Wanderers | 32 050    |         |
|  | Brighton            | Falmer Stadium              | Brighton & Hove Albion  | 31 800    |         |
|  | West Bridgford      | City Ground                 | Nottingham Forest       | 30 446    |         |
|  | Londyn              | Selhurst Park               | Crystal Palace          | 25 486    |         |
|  | Londyn              | Craven Cottage              | Fulham                  | 19 359    |         |
|  | Londyn              | Brentford Community Stadium | Brentford               | 17 250    |         |
|  | Bournemouth         | Dean Court                  | Bournemouth             | 11 364    |         |

## Trenerzy, kapitanowie i sponsorzy
| Zespół                  | Trener                  | Kapitan           | Sponsor techniczny | Sponsor strategiczny       |
| ----------------------- | ----------------------- | ----------------- | ------------------ | -------------------------- |
| Arsenal                 | Mikel Arteta            | Martin Ødegaard   | Adidas             | Emirates                   |
| Aston Villa             | Unai Emery              | John McGinn       | Castore            | Cazoo                      |
| Bournemouth             | Gary O’Neil             | Neto              | Umbro              | Dafabet                    |
| Brentford               | Thomas Frank            | Pontus Jansson    | Umbro              | Hollywoodbets              |
| Brighton & Hove Albion  | Roberto De Zerbi        | Lewis Dunk        | Nike               | American Express           |
| Chelsea                 | Frank Lampard           | César Azpilicueta | Nike               | Three                      |
| Crystal Palace          | Roy Hodgson             | Luka Milivojević  | Puma               | Cinch                      |
| Everton                 | Sean Dyche              | Séamus Coleman    | Hummel             | Stake.com                  |
| Fulham                  | Marco Silva             | Tom Cairney       | Adidas             | W88                        |
| Leeds United            | Sam Allardyce           | Liam Cooper       | Adidas             | SBOTOP                     |
| Leicester City          | Dean Smith              | Jonny Evans       | Adidas             | FBS                        |
| Liverpool               | Jürgen Klopp            | Jordan Henderson  | Nike               | Standard Chartered         |
| Manchester City         | Pep Guardiola           | İlkay Gündoğan    | Puma               | Etihad Airways, Nexen Tire |
| Manchester United       | Erik ten Hag            | Harry Maguire     | Adidas             | TeamViewer                 |
| Newcastle United        | Eddie Howe              | Jamaal Lascelles  | Castore            | Fun88                      |
| Nottingham Forest       | Steve Cooper            | Joe Worrall       | Macron             | UNHCR                      |
| Southampton             | Rubén Sellés            | James Ward-Prowse | Hummel             | Sportsbet.io               |
| Tottenham Hotspur       | Ryan Mason (tymczasowo) | Hugo Lloris       | Nike               | AIA                        |
| West Ham United         | David Moyes             | Declan Rice       | Umbro              | Betway                     |
| Wolverhampton Wanderers | Julen Lopetegui         | Rúben Neves       | Castore            | AstroPay                   |

| Oznaczenia: - Jako sponsora technicznego należy rozumieć firmę, która dostarcza danemu klubowi sprzęt niezbędny do gry - Jako sponsora strategicznego należy rozumieć firmę, która reklamuje się na klatce piersiowej koszulki meczowej |

### Zmiany trenerów
| Klub                    | Były trener       | Data odejścia        | Powód                             | Nowy trener                    | Data zatrudnienia    |
| ----------------------- | ----------------- | -------------------- | --------------------------------- | ------------------------------ | -------------------- |
| Przed sezonem           |                   |                      |                                   |                                |                      |
| Manchester United       | Ralf Rangnick     | 22 maja 2022         | Koniec umowy tymczasowej          | Erik ten Hag                   | 23 maja 2022         |
| W trakcie sezonu        |                   |                      |                                   |                                |                      |
| Bournemouth             | Scott Parker      | 30 sierpnia 2022     | Zwolnienie                        | Gary O’Neil (tymczasowo)       | 30 sierpnia 2022     |
| Chelsea                 | Thomas Tuchel     | 7 września 2022      | Zwolnienie                        | Graham Potter                  | 8 września 2022      |
| Brighton & Hove Albion  | Graham Potter     | 8 września 2022      | Kontrakt z Chelsea                | Roberto De Zerbi               | 18 września 2022     |
| Wolverhampton Wanderers | Bruno Lage        | 2 października 2022  | Zwolnienie                        | Steve Davis (tymczasowo)       | 2 października 2022  |
| Aston Villa             | Steven Gerrard    | 20 października 2022 | Zwolnienie                        | Aaron Danks (tymczasowo)       | 21 października 2022 |
| Aston Villa             | Aaron Danks       | 1 listopada 2022     | Koniec umowy tymczasowej          | Unai Emery                     | 1 listopada 2022     |
| Southampton             | Ralph Hasenhüttl  | 7 listopada 2022     | Zwolnienie                        | Nathan Jones                   | 10 listopada 2022    |
| Wolverhampton Wanderers | Steve Davis       | 14 listopada 2022    | Koniec umowy tymczasowej          | Julen Lopetegui                | 14 listopada 2022    |
| Everton                 | Frank Lampard     | 24 stycznia 2023     | Zwolnienie                        | Sean Dyche                     | 30 stycznia 2023     |
| Leeds United            | Jesse Marsch      | 6 lutego 2023        | Zwolnienie                        | Michael Skubala (tymczasowo)   | 6 lutego 2023        |
| Southampton             | Nathan Jones      | 12 lutego 2023       | Zwolnienie                        | Rubén Sellés                   | 12 lutego 2023       |
| Leeds United            | Michael Skubala   | 21 lutego 2023       | Koniec umowy tymczasowej          | Javi Gracia                    | 21 lutego 2023       |
| Crystal Palace          | Patrick Vieira    | 17 marca 2023        | Zwolnienie                        | Roy Hodgson                    | 21 marca 2023        |
| Tottenham Hotspur       | Antonio Conte     | 26 marca 2023        | Zwolnienie za porozumieniem stron | Cristian Stellini (tymczasowo) | 26 marca 2023        |
| Leicester City          | Brendan Rodgers   | 2 kwietnia 2023      | Zwolnienie za porozumieniem stron | Adam Sadler (tymczasowo)       | 4 kwietnia 2023      |
| Chelsea                 | Graham Potter     | 2 kwietnia 2023      | Zwolnienie                        | Bruno (tymczasowo)             | 2 kwietnia 2023      |
| Chelsea                 | Bruno             | 6 kwietnia 2023      | Koniec umowy tymczasowej          | Frank Lampard (tymczasowo)     | 6 kwietnia 2023      |
| Leicester City          | Adam Sadler       | 10 kwietnia 2023     | Koniec umowy tymczasowej          | Dean Smith (tymczasowo)        | 10 kwietnia 2023     |
| Tottenham Hotspur       | Cristian Stellini | 24 kwietnia 2023     | Zwolnienie                        | Ryan Mason (tymczasowo)        | 24 kwietnia 2023     |
| Leeds United            | Javi Gracia       | 3 maja 2023          | Zwolnienie                        | Sam Allardyce                  | 3 maja 2023          |

## Rozgrywki

### Tabela ligowa
| Lp. | Drużyna                 | M  | Z  | R  | P  | B+ | B- | +/– | Pkt | Kwalifikacja lub spadek                       |
| --- | ----------------------- | -- | -- | -- | -- | -- | -- | --- | --- | --------------------------------------------- |
| 1   | Manchester City (M, P)  | 38 | 28 | 5  | 5  | 94 | 33 | +61 | 89  | Liga Mistrzów UEFA • Faza grupowa             |
| 2   | Arsenal                 | 38 | 26 | 6  | 6  | 88 | 43 | +45 | 84  | Liga Mistrzów UEFA • Faza grupowa             |
| 3   | Manchester United (L)   | 38 | 23 | 6  | 9  | 58 | 43 | +15 | 75  | Liga Mistrzów UEFA • Faza grupowa             |
| 4   | Newcastle United        | 38 | 19 | 14 | 5  | 68 | 33 | +35 | 71  | Liga Mistrzów UEFA • Faza grupowa             |
| 5   | Liverpool               | 38 | 19 | 10 | 9  | 75 | 47 | +28 | 67  | Liga Europy UEFA • Faza grupowa               |
| 6   | Brighton & Hove Albion  | 38 | 18 | 8  | 12 | 72 | 53 | +19 | 62  | Liga Europy UEFA • Faza grupowa               |
| 7   | Aston Villa             | 38 | 18 | 7  | 13 | 51 | 46 | +5  | 61  | Liga Konferencji Europy UEFA • Runda play-off |
| 8   | Tottenham Hotspur       | 38 | 18 | 6  | 14 | 70 | 63 | +7  | 60  |                                               |
| 9   | Brentford               | 38 | 15 | 14 | 9  | 58 | 46 | +12 | 59  |                                               |
| 10  | Fulham                  | 38 | 15 | 7  | 16 | 55 | 53 | +2  | 52  |                                               |
| 11  | Crystal Palace          | 38 | 11 | 12 | 15 | 40 | 49 | −9  | 45  |                                               |
| 12  | Chelsea                 | 38 | 11 | 11 | 16 | 38 | 47 | −9  | 44  |                                               |
| 13  | Wolverhampton Wanderers | 38 | 11 | 8  | 19 | 31 | 58 | −27 | 41  |                                               |
| 14  | West Ham United         | 38 | 11 | 7  | 20 | 42 | 55 | −13 | 40  | Liga Europy UEFA • Faza grupowa               |
| 15  | Bournemouth             | 38 | 11 | 6  | 21 | 37 | 71 | −34 | 39  |                                               |
| 16  | Nottingham Forest       | 38 | 9  | 11 | 18 | 38 | 68 | −30 | 38  |                                               |
| 17  | Everton                 | 38 | 8  | 12 | 18 | 34 | 57 | −23 | 36  |                                               |
| 18  | Leicester City (S)      | 38 | 9  | 7  | 22 | 51 | 68 | −17 | 34  | Spadek do EFL Championship                    |
| 19  | Leeds United (S)        | 38 | 7  | 10 | 21 | 48 | 78 | −30 | 31  | Spadek do EFL Championship                    |
| 20  | Southampton (S)         | 38 | 6  | 7  | 25 | 36 | 73 | −37 | 25  | Spadek do EFL Championship                    |

1. ↑  ⇒West Ham United zakwalifikował się do Ligi Europy jako zwycięzca Ligi Konferencji Europy.

⇒Brighton & Hove Albion zakwalifikował się do Ligi Europy, ponieważ zwycięzca Pucharu Anglii, Manchester City, zakwalifikował się do Ligi Mistrzów.

⇒Aston Villa zakwalifikowała się do Ligi Konferencji Europy, ponieważ zwycięzca Pucharu Ligi, Manchester United, zakwalifikował się do Ligi Mistrzów dzięki swojemu miejscu w lidze.

### Wyniki
| Gospodarz \ Gość        | ARS | AVL | BOU | BRE | BHA | CHE | CRY | EVE | FUL | LEE | LEI | LIV | MCI | MUN | NEW | NFO | SOU | TOT | WHU | WOL |
| ----------------------- | --- | --- | --- | --- | --- | --- | --- | --- | --- | --- | --- | --- | --- | --- | --- | --- | --- | --- | --- | --- |
| Arsenal                 |     | 2–1 | 3–2 | 1–1 | 0–3 | 3–1 | 4–1 | 4–0 | 2–1 | 4–1 | 4–2 | 3–2 | 1–3 | 3–2 | 0–0 | 5–0 | 3–3 | 3–1 | 3–1 | 5–0 |
| Aston Villa             | 2–4 |     | 3–0 | 4–0 | 2–1 | 0–2 | 1–0 | 2–1 | 1–0 | 2–1 | 2–4 | 1–3 | 1–1 | 3–1 | 3–0 | 2–0 | 1–0 | 2–1 | 0–1 | 1–1 |
| Bournemouth             | 0–3 | 2–0 |     | 0–0 | 0–2 | 1–3 | 0–2 | 3–0 | 2–1 | 4–1 | 2–1 | 1–0 | 1–4 | 0–1 | 1–1 | 1–1 | 0–1 | 2–3 | 0–4 | 0–0 |
| Brentford               | 0–3 | 1–1 | 2–0 |     | 2–0 | 0–0 | 1–1 | 1–1 | 3–2 | 5–2 | 1–1 | 3–1 | 1–0 | 4–0 | 1–2 | 2–1 | 3–0 | 2–2 | 2–0 | 1–1 |
| Brighton & Hove Albion  | 2–4 | 1–2 | 1–0 | 3–3 |     | 4–1 | 1–0 | 1–5 | 0–1 | 1–0 | 5–2 | 3–0 | 1–1 | 1–0 | 0–0 | 0–0 | 3–1 | 0–1 | 4–0 | 6–0 |
| Chelsea                 | 0–1 | 0–2 | 2–0 | 0–2 | 1–2 |     | 1–0 | 2–2 | 0–0 | 1–0 | 2–1 | 0–0 | 0–1 | 1–1 | 1–1 | 2–2 | 0–1 | 2–2 | 2–1 | 3–0 |
| Crystal Palace          | 0–2 | 3–1 | 2–0 | 1–1 | 1–1 | 1–2 |     | 0–0 | 0–3 | 2–1 | 2–1 | 0–0 | 0–1 | 1–1 | 0–0 | 1–1 | 1–0 | 0–4 | 4–3 | 2–1 |
| Everton                 | 1–0 | 0–2 | 1–0 | 1–0 | 1–4 | 0–1 | 3–0 |     | 1–3 | 1–0 | 0–2 | 0–0 | 0–3 | 1–2 | 1–4 | 1–1 | 1–2 | 1–1 | 1–0 | 1–2 |
| Fulham                  | 0–3 | 3–0 | 2–2 | 3–2 | 2–1 | 2–1 | 2–2 | 0–0 |     | 2–1 | 5–3 | 2–2 | 1–2 | 1–2 | 1–4 | 2–0 | 2–1 | 0–1 | 0–1 | 1–1 |
| Leeds United            | 0–1 | 0–0 | 4–3 | 0–0 | 2–2 | 3–0 | 1–5 | 1–1 | 2–3 |     | 1–1 | 1–6 | 1–3 | 0–2 | 2–2 | 2–1 | 1–0 | 1–4 | 2–2 | 2–1 |
| Leicester City          | 0–1 | 1–2 | 0–1 | 2–2 | 2–2 | 1–3 | 0–0 | 2–2 | 0–1 | 2–0 |     | 0–3 | 0–1 | 0–1 | 0–3 | 4–0 | 1–2 | 4–1 | 2–1 | 2–1 |
| Liverpool               | 2–2 | 1–1 | 9–0 | 1–0 | 3–3 | 0–0 | 1–1 | 2–0 | 1–0 | 1–2 | 2–1 |     | 1–0 | 7–0 | 2–1 | 3–2 | 3–1 | 4–3 | 1–0 | 2–0 |
| Manchester City         | 4–1 | 3–1 | 4–0 | 1–2 | 3–1 | 1–0 | 4–2 | 1–1 | 2–1 | 2–1 | 3–1 | 4–1 |     | 6–3 | 2–0 | 6–0 | 4–0 | 4–2 | 3–0 | 3–0 |
| Manchester United       | 3–1 | 1–0 | 3–0 | 1–0 | 1–2 | 4–1 | 2–1 | 2–0 | 2–1 | 2–2 | 3–0 | 2–1 | 2–1 |     | 0–0 | 3–0 | 0–0 | 2–0 | 1–0 | 2–0 |
| Newcastle United        | 0–2 | 4–0 | 1–1 | 5–1 | 4–1 | 1–0 | 0–0 | 1–0 | 1–0 | 0–0 | 0–0 | 0–2 | 3–3 | 2–0 |     | 2–0 | 3–1 | 6–1 | 1–1 | 2–1 |
| Nottingham Forest       | 1–0 | 1–1 | 2–3 | 2–2 | 3–1 | 1–1 | 1–0 | 2–2 | 2–3 | 1–0 | 2–0 | 1–0 | 1–1 | 0–2 | 1–2 |     | 4–3 | 0–2 | 1–0 | 1–1 |
| Southampton             | 1–1 | 0–1 | 0–1 | 0–2 | 1–3 | 2–1 | 0–2 | 1–2 | 0–2 | 2–2 | 1–0 | 4–4 | 1–4 | 0–1 | 1–4 | 0–1 |     | 3–3 | 1–1 | 1–2 |
| Tottenham Hotspur       | 0–2 | 0–2 | 2–3 | 1–3 | 2–1 | 2–0 | 1–0 | 2–0 | 2–1 | 4–3 | 6–2 | 1–2 | 1–0 | 2–2 | 1–2 | 3–1 | 4–1 |     | 2–0 | 1–0 |
| West Ham United         | 2–2 | 1–1 | 2–0 | 0–2 | 0–2 | 1–1 | 1–2 | 2–0 | 3–1 | 3–1 | 0–2 | 1–2 | 0–2 | 1–0 | 1–5 | 4–0 | 1–0 | 1–1 |     | 2–0 |
| Wolverhampton Wanderers | 0–2 | 1–0 | 0–1 | 2–0 | 2–3 | 1–0 | 2–0 | 1–1 | 0–0 | 2–4 | 0–4 | 3–0 | 0–3 | 0–1 | 1–1 | 1–0 | 1–0 | 1–0 | 1–0 |     |

## Statystyki

### Najlepsi strzelcy
| Bramki | Strzelcy        | Drużyna           |
| ------ | --------------- | ----------------- |
| 36     | Erling Haaland  | Manchester City   |
| 30     | Harry Kane      | Tottenham Hotspur |
| 20     | Ivan Toney      | Brentford         |
| 19     | Mohamed Salah   | Liverpool         |
| 18     | Callum Wilson   | Newcastle United  |
| 17     | Marcus Rashford | Manchester United |

Stan na 26 maja 2023, Źródło: Strona Barclays Premier League.

### Najlepsi asystenci
| Asysty | Zawodnik         | Drużyna                          |
| ------ | ---------------- | -------------------------------- |
| 16     | Kevin De Bruyne  | Manchester City                  |
| 12     | Mohamed Salah    | Liverpool                        |
| 12     | Leandro Trossard | Brighton & Hove Albion / Arsenal |
| 11     | Bukayo Saka      | Arsenal                          |
| 11     | Michael Olise    | Crystal Palace                   |

Stan na 29 maja 2023, Źródło: Strona Premier League.

### Hattricki
| Lp. | Zawodnik         | Dla                    | Przeciwnik              | Wynik | Kolejka | Data                |
| --- | ---------------- | ---------------------- | ----------------------- | ----- | ------- | ------------------- |
| 1.  | Erling Haaland   | Manchester City        | Crystal Palace          | 4:2   | 4.      | 27 sierpnia 2022    |
| 2.  | Erling Haaland   | Manchester City        | Nottingham Forest       | 6:0   | 5.      | 31 sierpnia 2022    |
| 3.  | Ivan Toney       | Brentford              | Leeds United            | 5:2   | 6.      | 3 września 2022     |
| 4.  | Son Heung-min    | Tottenham Hotspur      | Leicester City          | 6:2   | 8.      | 17 września 2022    |
| 5.  | Leandro Trossard | Brighton & Hove Albion | Liverpool               | 3:3   | 9.      | 1 października 2022 |
| 6.  | Phil Foden       | Manchester City        | Manchester United       | 6:3   | 9.      | 2 października 2022 |
| 7.  | Erling Haaland   | Manchester City        | Manchester United       | 6:3   | 9.      | 2 października 2022 |
| 8.  | Erling Haaland   | Manchester City        | Wolverhampton Wanderers | 3:0   | 20.     | 22 stycznia 2023    |

4 Zawodnik zdobył 4 bramki

### Czyste konta
| Pozycja | Zawodnik          | Klub                    | Czyste konta |
| ------- | ----------------- | ----------------------- | ------------ |
| 1.      | David de Gea      | Manchester United       | 17           |
| 2.      | Alisson           | Liverpool               | 14           |
| 2.      | Nick Pope         | Newcastle United        | 14           |
| 2.      | Aaron Ramsdale    | Arsenal                 | 14           |
| 5.      | David Raya        | Brentford               | 12           |
| 5.      | Emiliano Martínez | Aston Villa             | 11           |
| 5.      | José Sá           | Wolverhampton Wanderers | 11           |
| 5.      | Ederson           | Manchester City         | 11           |
| 10.     | Kepa Arrizabalaga | Chelsea                 | 9            |
| 9.      | Łukasz Fabiański  | West Ham United         | 8            |
| 9.      | Bernd Leno        | Fulham                  | 8            |
| 9.      | Jordan Pickford   | Everton                 | 8            |
| 12.     | Hugo Lloris       | Tottenham Hotspur       | 7            |
| 14.     | Danny Ward        | Leicester City          | 6            |
| 14.     | Dean Henderson    | Nottingham Forest       | 6            |
| 14.     | Robert Sánchez    | Brighton & Hove Albion  | 6            |
| 14.     | Vicente Guaita    | Crystal Palace          | 6            |
| 14.     | Neto              | Bournemouth             | 6            |
| 14.     | Jason Steele      | Brighton & Hove Albion  | 6            |
| 20.     | Illan Meslier     | Leeds United            | 5            |
| 21.     | Gavin Bazunu      | Southampton             | 4            |
| 22.     | Fraser Forster    | Tottenham Hotspur       | 3            |
| 22.     | Sam Johnstone     | Crystal Palace          | 3            |
| 24.     | Mark Travers      | Bournemouth             | 2            |
| 24.     | Stefan Ortega     | Manchester City         | 2            |
| 25.     | Édouard Mendy     | Chelsea                 | 1            |
| 25.     | Marek Rodák       | Fulham                  | 1            |
| 25.     | Robin Olsen       | Aston Villa             | 1            |
| 25.     | Keylor Navas      | Nottingham Forest       | 1            |
| 25.     | Asmir Begović     | Everton                 | 1            |
| 25.     | Daniel Iversen    | Leicester City          | 1            |

Źródło: Strona Premier League

### Kary

#### Zawodnicy
- Najwięcej żółtych kartek: 14[40]
  - João Palhinha (Fulham)

- Najwięcej czerwonych kartek: 2[41]
  - Casemiro (Manchester United)

#### Kluby
- Najwięcej żółtych kartek: 84[42]
  - Leeds United
  - Nottinhgam Forest
  - Wolverhampton Wanderers

- Najwięcej czerwonych kartek: 6[43]
  - Wolverhampton Wanderers